# José Gálvez Estévez
José Gálvez Estévez (Calvià, 3 agosto 1974) è un allenatore di calcio ed ex calciatore spagnolo, di ruolo attaccante.